# Louise Vautour
Pour les articles homonymes, voir Vautour (homonymie).
Louise Vautour, née à Bathurst au Nouveau-Brunswick, est une violoniste canadienne.

## Biographie
En 2004, elle participe au collectif Ode à l'Acadie. Elle participe au festival interceltique de Lorient en tant que première artiste à inaugurer le pavillon de l'Acadie. Elle est également présente aux éditions 2008 et 2011.

## Discographie
- Traces (2009)

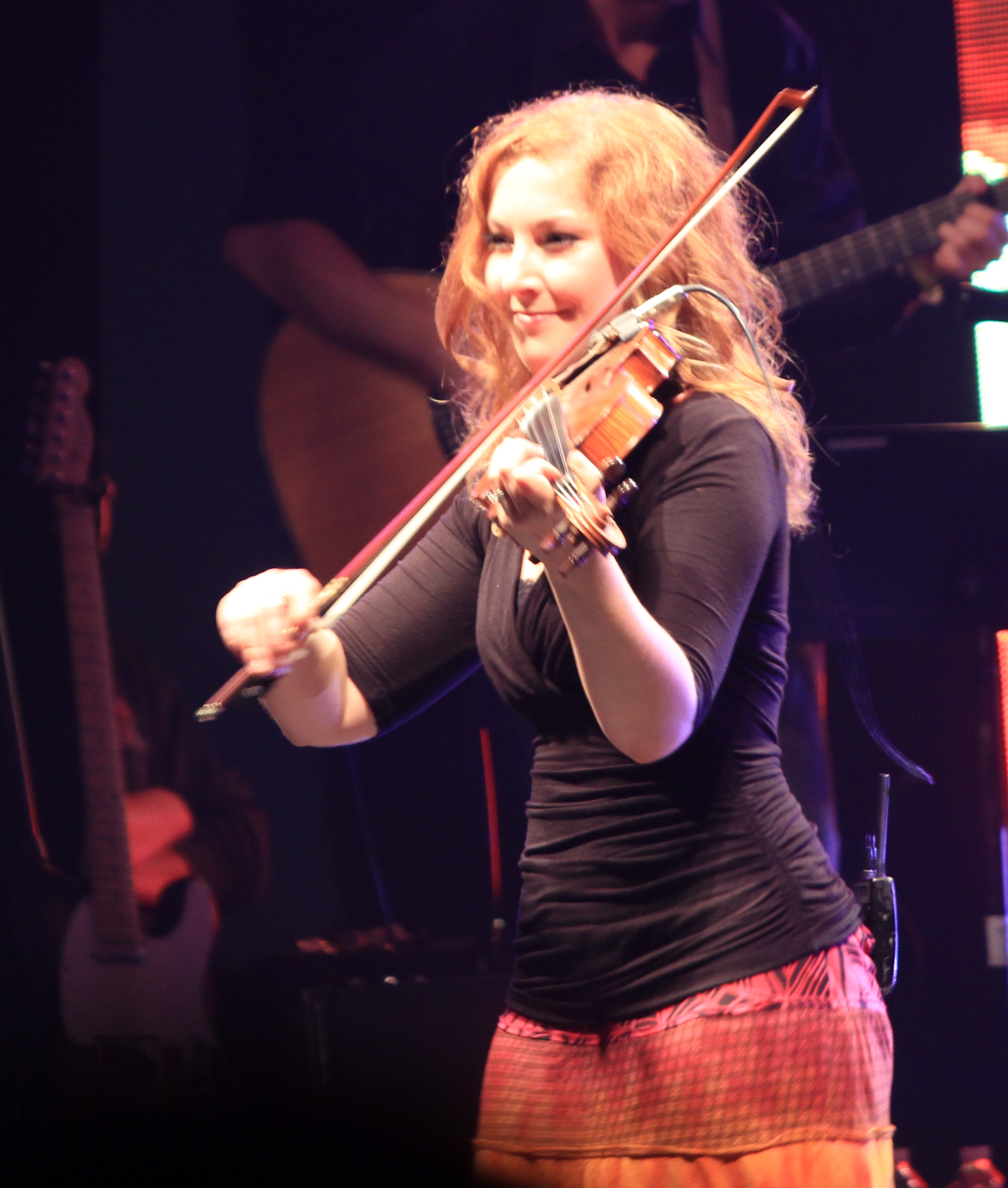
Louise Vautour au festival interceltique de Lorient (2012)